# Acalypha venosa
Acalypha venosa é uma espécie de flor do gênero Acalypha, pertencente à família Euphorbiaceae.